# چینو (ایتالیا)
چینو (به ایتالیایی: Cino) یک کومونه در ایتالیا است که در استان سوندریو واقع شده‌است. چینو ۵ کیلومتر مربع مساحت و ۳۳۵ نفر جمعیت دارد و ۵۰۴ متر بالاتر از سطح دریا واقع شده‌است.